# بخش پیلکانیو
بخش پیلکانیو (به اسپانیایی: Departamento Pilcaniyeu) یک منطقهٔ مسکونی در آرژانتین است که در استان ریو نگرو، آرژانتین واقع شده‌است. بخش پیلکانیو ۱۰٬۵۴۵ کیلومتر مربع مساحت و ۷٬۴۲۸ نفر جمعیت دارد.